# Madeleine Jay
Madeleine Jay (2 de febrero de 1990) es una actriz australiana. Obtuvo papeles en series de televisión como  Round the Twist, Neighbours, Pirate Island, Blue Heelers y Tangle. También apareció en las películas Ned Kelly (2003) y Poetry (2006).
Ha prestado su voz para anuncios de radio y para dar vida a un personaje en The Problem with Pluto/Planet X.